# 观海山
观海山是中国山东省青岛市市南区的一座山丘，海拔高66米，位于青岛湾以北600米处。观象山之南，信号山以西。
观海山原名小北岭山，1897年德国租借青岛，在此山南麓兴建总督府，将此山称为总督府丘 (德語：Gouvernements-Hügel)。1914年日本占领青岛，更名为。1922年，中国政府收回青岛，在山顶建方亭和观海台，遂定名观海山。1985年，青岛市政府发动各单位义务劳动，将此山辟建为十处山头公园之一。
公园占地85亩，只有3座凉亭和1组“哪吒”故事雕塑，但却是观赏海景的不错地点。